# Califia calida
Califia calida är en ringmaskart som beskrevs av Hartman 1957. Califia calida ingår i släktet Califia och familjen Orbiniidae.
Artens utbredningsområde är Mexikanska golfen. Inga underarter finns listade i Catalogue of Life.